# Basilicata
Basilicata (régiesen Lucania, nápolyiul: Vasilicata vagy Baselecata) olaszországi régió. Székhelye Potenza.

## Földrajza

### Fekvése
Basilicata régió az Appennini-félsziget déli részén fekszik. Nyugaton Campania, keleten Puglia, délen pedig Calabria határolja. Területének nagy részét az Appenninek vonulatai foglalják el. Az úgynevezett Lucaniai-Appenninek az Ofanto folyó völgyétől a Pollino masszívumig tartanak. A régió keleti részét az úgynevezett Bradanói-árok alkotja, egy számos vízfolyás által tagolt medence. A régiónak délkeleten kijárata van a Tarantói-öbölre a Bradano (Bernalda területén) és a San Nicola (Nova Siri területén) torkolata között. Északnyugaton a régió beékelődik Campania és Calabria közé és egy rövidke szakaszon kijárata van a Policastrói-öbölre: az Aquafredda és Sapri közötti dombvidéktől a Noce folyó torkolatáig (Castrocucco területén).

### Geológiája
Basilicata területe földtani szempontból három fő egységből áll: a klasszikus értelemben vett, üledékes kőzetekből, a mio- és pliocénben kiemelkedett Appenninek, az ettől keletre fekvő pliocén és negyedkori üledékekből álló Bradanói-árok, valamint a pugliai Murge nyúlványai.
Mindhárom közül az Appenninek földtani felépítése a legösszetettebb. Nyugati része elsősorban mészkövekből és dolomitrétegekből épül fel, keleti részén pedig már a márgás, homokköves, agyagos kőzetösszletek uralkodnak. Ez utóbbiak közül kiemelkedő jelentősége van az úgynevezett Argille varicolori formációnak, amely, mint neve is utal rá, különböző színű agyagokból épül fel és meghatározza a táj színét. Az agyagos rétegek miatt nagyon gyakoriak a földcsuszamlások. A régió községeinek közel 70%-ában pusztított. A földtani okok mellett a földcsuszamlások kialakulásához hozzájárul a gyér növényzet valamint a rövid, de gyorsfolyású folyók eróziós tevékenysége is. Földcsuszamlások miatt a történelem során számos település pusztult el, soknak a lakosságát kellett áttelepíteni. Az egyik klasszikus példa Craco esete, amely a basilicatai katasztrófa-turizmus egyik fő állomása lett.
Az Appenninek és a Tarantói-öböl közé beékelődő Bradanói-árkot homokos-agyagos kőzetösszletek építik fel, déli részén, különösen a Tarantói-öböl partvidékén folyami és tengeri hordalékrétegek is megjelennek. A Bradanói-árok, tulajdonképpen egy üledékgyűjtő medence az Appenninek vonulata és Puglia karbonátos platformja közé ékelődve.
A Murgia karsztfennsík, amely elsősorban a pugliai táj egyik meghatározó eleme Matera és Montescaglioso területén nyúlik át a régióba. Az Appenninek vonulatának kiemelkedése 12 millió évvel ezelőtt kezdődött, s ezzel egy időben a Puglia nagy részét adó hatalmas karbonátos sziget, Murgia vidéke egyesült a kontinenssel. A mészkövekből és dolomitokból álló fennsík jellegzetes felszínformái továbbá a szurdokvölgyek, amiket a helyiek gravinának vagy lamának neveznek.
A régió északi részén a pleisztocénben erőteljes vulkanizmus zajlott le, ennek egyik bizonyítéka Monte Vulture egykori tűzhányó. Az úgynevezett „hirpiniai földrengési zóna”, amely Campania területéről átnyúlik Basilicata területére is, rendkívül aktív, minek következtében az elmúlt kétszáz évben többször is sújtotta földrengés a vidéket: Tito (1826), Potenza (1861), Marsico Nuovo (1895), Saponara (1802), Lagonegro (1836), Maratea (1831) és Lauria (1831). A régió déli részén, a Pollino masszívum vidékén szintén találtak magmatikus kőzetintruziókat, ami szintén az egykori aktív vulkanizmus bizonyítéka.

### Domborzata
Basilicata területének 46,9%-át hegyek, 45,1%-át dombvidékek alkotják, s mindössze 8%-át síkságok.
- Három hegyvidéki terület különböztethető meg a régióban:
  - A régió arculatát a Lucaniai-Appenninek határozzák meg. Ennek jellegzetessége, hogy az Appenninek többi részével ellentétben nem tagolható tulajdonképpeni vonulatokra, hanem jól elhatárolható masszívumok alkotják. A hegység a Conzai-nyeregtől (Sella di Conza; Campania és Basilicata hagyományos határa) tart a Scalone-hágóig (Calabriában). Nyugaton a Sele, északon az Ofanto, keleten a Bradano határolja, délkeleten pedig a Tarantói-öböl. Földtani szempontból hozzá tartoznak még a Cilento hegyei valamint a Cosenza megyében fekvő Orsomaro-hegység. Az északi masszívum legmagasabb csúcsai a Monte Pennone (1508 méter), Marzano (1530 méter) és a Paratiello (1445 méter). Ettől délre, Potenza körül terül el a legmagasabb pontján 1367 méter Li Foj-fennsík. Az ettől délre fekvő hegycsoportot (Comprensorio Sellata-Volturino-Viggiano e Monti della Maddalena) az Agri völgye szeli ketté. A keleti rész legmagasabb csúcsai a Volturino (1836 méter), a Pierfaone (1744 méter) és Arioso (1722 méter). A legkeletibb rész az úgynevezett Lucaniai Dolomitok. A nyugati, Campania és Basilicata határán fekvő rész neve Monti della Maddalena legmagasabb csúcsai a Serra Longa (1503 méter) és a Monte Cavallo (1401 méter). A Lucaniai-Appenninek délkeleti egysége a Sirino masszívum, amelynek legmagasabb pontja az azonos nevű csúcs (2005 méter). A régió déli részén található a Pollino masszívum, amely átnyúlik Calabriába is. Legmagasabb csúcsai a Serra Dolcedorme (2267 méter) valamint a Pollino (2248 méter). A Lucaniai-Appenninek legdélebbi része az Orsomaro-hegység, ez már Cosenza megyében (Calabria) fekszik.
  - A Monte Vulture (1326 méter) egy kialudt tűzhányó a régió északi részén. A vulkán legkorábbi kitörései nagyjából 1 millió évvel ezelőtt zajlottak le és nagy mennyiségű ignimbritet termeltek. A robbanásos kitörési fázis körülbelül 830 000 évvel ezelőttig tartott, ezt egy kiömlési fázis követte. Működésének utolsó fázisa körülbelül 40 000 éve zajlott le egy sor freatomagmás kitöréssel.
- Dombvidékek:
  - A legnagyobb kiterjedésű dombvidék a régió keleti részére benyúló Murgia, amely különösen gazdag karsztjelenségekben. Jellegzetes felszínformái továbbá a szurdokvölgyek, amiket a helyiek graviná-nak vagy lamá-nak neveznek.
- Síkságok:
  - A régió egyetlen síksága a Tarantói-öböl partján, az Agri, Bradano és Basento folyók torkolatvidékén elterülő Metapontumi-síkság.[6][7][8]

### Éghajlata
A régiónak tipikus mediterrán éghajlata van: enyhe telekkel és forró nyarakkal. A Köppen-féle osztályozási rendszerben a Csa valamint a Csb osztályba sorolható. Fekvése és domborzata miatt az éghajlatot az Adriai-, Jón- és Tirrén-tenger határozza meg. Legmagasabb részein, az Agri völgyében, a Sinni völgyében, a Pollino területén, valamint az Ofantótól délre eső hegyvidékeken a csapadék mennyiségének éves átlaga 1000 mm körül alakul. A Sirino-hegységben, valamint a Noce völgyében a csapadék mennyisége gyakran eléri a 2000 mm-t is. A Tirrén-tenger partján a csapadék mennyisége 1400 mm/év körül alakul. A régió többi részén a csapadék mennyisége lényegesen kevesebb, az évi átlag 700 mm körül mozog. A legszárazabb vidék a Metapontumi-síkság, ahol az éves átlag 300–500 mm között mozog. A csapadék mennyisége változásának elsődleges oka az Appenninek, amely természetes határként áll a Tirrén-tengeri csapadékos légtömegek útjába. A legcsapadékosabbak a téli és tavaszi hónapok. Az őszi hónapokban ritkábban ugyan, de előfordulhatnak erőteljes esőzések. Havazás csak ritkán fordul elő a magasabban fekvő vidékeken. A nyarak szárazak és melegek, a telek hidegek. A hőmérsékletingadozás általában 8-12 °C között mozog. Az évi átlagokat tekintve, a legmagasabb hőmérsékleti értékeket augusztusban regisztrálták: Potenza megyében 25 °C, míg Matera megyében 24 °C. A leghidegebb hónap január: az átlaghőmérséklet Potenza megyében 1 °C, míg Matera megyében 2 °C. Előfordulnak azonban extrém hőmérsékleti értékek is. Nyaranta helyenként mértek már 40 °C-ot meghaladó értékeket is, telente pedig -15 °C-nál alacsonyabbat.
Éghajlati szempontból a régió három részre osztható: az Appenninek és a Tirrén-tenger partján a csapadék mennyisége magas, a hőmérsékletváltozás kiegyensúlyozott; a Bradano vidéke csapadékszegény, hosszantartó száraz időszakokkal, jelentős hőmérsékletváltozással valamint a Jón-tenger partvidéke hideg telekkel, száraz nyarakkal.

### Vízrajza
A Lucaniai-Appenninek vonulata hidrográfiai szempontból két részre osztja a régiót. A keleti rész fő vízfolyásai a Sinni, Agri, Cavone, Basento és Bradano, amelyek a Jón-tengerbe torkollanak. A régió nyugati részének fő vízfolyása a Noce, amely a Tirrén-tengerbe torkollik. A régió északi részének vizeit a Sele gyűjti össze, pontosabban két mellékága, a Platano és Melandro. A régiót egy rövid szakaszon, Potenza és Melfi között érinti az Ofanto is. Ennek két mellékága, az Atella és az Olivento a Vulture vizeit gyűjtik össze. Moliterno mellett ered a Calore. A Potenzától északnyugatra magasodó Monte Caruso (1236 méter) képezi a régió legjelentősebb hidrográfiai gócpontját, a Bradano, Basento, Platano, Atella (az Ofanto mellékfolyója) vízgyűjtőjének találkozása. A leghosszabb vízfolyások a Bradano (118 km), Basento (149 km), Agri (111 km), Sinni (94 km) és Cavone (49 km). A legnagyobb vízgyűjtője a Bradanónak van, 23 km² a folyó hosszának minden kilométerére. A folyók vízhozama nagyon változó és a vízzáró, agyagos aljzat és a hirtelen esőzések miatt gyakoriak az árvizek. A mészkövekből felépülő Murgia területének jellegzetes felszínformái a gravinákban (szurdokvölgyek), amelyeket rövid, változó hozamú vízfolyások alakítottak ki (pl. Gravina di Matera).
A régióban kevés tó található. A legjelentősebbek a Monte Vulture délnyugati oldalán található vulkáni eredetű Monticchio tavak (16 hektár illetve 38 hektár). A legmagasabban a Remmo-tó fekszik (1525 méter), a Sirino északkeleti részén. Kisebb tavak a Sirino-tó Nemoli mellett, a Lauriától keletre elterülő Rotonda-tó valamint a Zapano-tó. Az egykori Pesole-tó mára kiszáradt. Az utóbbi évtizedekben a régióban számos mesterséges tavat hoztak létre elsősorban a vízháztartás feljavítása és energiafejlesztés céljából: a Serra di Corvo-tó a Basentellón (Basento mellékfolyója), a Ponte Fontanelle-tó a Camastrán (Basento mellékfolyója), a Pietra del Pertussillo-tó és Gannano-tó az Agrin, Cogliandrino-tó a Sinnin. A gyűjtőtavak megépítése miatt lecsökkent a tengerbe hordott hordalék mennyisége, így a Jón-tenger partvidékén az víz eróziója jelentősen erősödött.

### Élővilága
A régióban 2350 növényfaj él. A szám jelentős figyelembe véve a Basilicata kis területét. Az összes fajból 168 tekinthető endemikusnak. A Tirrén-tenger partjának jellegzetes növényzete a mediterrán macchia: magyaltölgy, pisztácia, olajfagyal, kutyatej, boróka, terpentinfa, olajfa, fügefa és szentjánoskenyérfa. A Jón-tenger partjának jellegzetes növényei a tengerparti iringó, tengeri nárcisz, homoknád, pisztácia és mirtusz. A hegyvidéki területeket kiterjedt erdőségek borítják: bükk, feketefenyő, tiszafa, molyhos tölgy, gyertyán, juhar és virágos kőris. A Pollino Nemzeti Park területén él az Európában védett Pinus heldreichii (bosnyák fenyő), amely kb. 950 évvel ezelőtt került át a Balkán-félszigetről.
A gyér népességnek valamint a kiterjedt erdőknek köszönhetően a régió állatvilága gazdag: nagy pele, mogyorós pele, vadnyúl, róka, nyest, menyét, nyuszt, farkas, európai vidra, európai őz és szarvas. A madárvilág képviselői a szirti sas, fekete harkály, dögkeselyű, vörös kánya, uhu, vándorsólyom és harkályok.
A régióban két nemzeti park található:
- Pollino Nemzeti Park - nevét a területén fekvő legmagasabb hegycsúcsról a Pollinoról kapta (2267 m). A Lucaniai-Appenninek és Calabriai-Appenninek területének déli részén terül el. 1993-ban alapították
- Val d’Agri és Lagonegrese Nemzeti Park - 1998-ban hozták létre. Magába foglalja a Lucaniai-Appenninek területét Potenza városától a Pollino Nemzeti Parkig. Hozzátartozik az Agri folyó völgyének felső szakasza is.

Egyéb természetvédelmi területek:
- Gallipoli Cognato–Piccole Dolomiti Lucane regionális park
- Barlangtemplomok regionális park

### Tájegységei
A földrajzi adottságok figyelembe vételével Basilicata területe hét tájegységre osztható:
- Vulture-Melfese - a régió északi része, a Monte Vulture és Melfi városának környéke, amely a 19. század végén Potenza megye egyik külön körzetét alkotta (Circondario Melfese).
- Pollino - a régió déli része, az azonos nevű hegység területén.
- Materai dombvidék (Collina materana) - a régió északkeleti része, Matera, a Pugliából átnyúló Murgia vidéke.
- Metapontumi-síkság (Metapontino) - a régió keleti része, az azonos nevű síkság területe.
- Potentino - a régió északnyugati része, Potenza környéke, amely a 19. század végén Potenza megye egyik külön körzetét alkotta (Circondario Potentino).
- Lagonegrese - a régió délnyugati részének történelmi kerülete
- Agri-völgy (Val d’Agri) - az Agri folyó völgye, a régió központi részén.

Az alábbi táblázat a régió megyéinek és tájegységeinek egymáshoz való viszonyát mutatja be:
| Matera megye                                                 | Potenza megye                            |
| Vulture-Melfese Pollino Materai dombvidék Metapontumi-síkság | Potentino Lagonegrese Pollino Agri-völgy |

## Történelme

### Az őskori kultúrák
A régészeti leletek tanúsága szerint Basilicata területe (elsősorban a folyók völgyei) a kora őskőkorszak óta lakott vidék. Az elsősorban vadászatból élő népcsoportok megtelepedését elősegítette a hegyvidékek gazdag állatvilága is. A Venosa melletti ásatások során egy kiszáradt tavat találtak, amelynek partján a gazdag pleisztocén faunaelemek mellett pattintott kőből készül eszközöket találtak, illetve a fiatalabb rétegekben mezőgazdasági tevékenységre utaló nyomokat. Hasonló leletekre bukkantak a Matera környéki karsztbarlangokban is valamint a Bradano teraszai is. A középső paleolitikumból a Moustier-kultúrára jellemző eszközök kerültek elő elsősorban a Matera környéki barlangokból (Grotta dei Pipistrelli, Grotta Cicchetti), de találtak Maratea vidékén is (Grotte di Fiumicello) és a Metapontumi-síkságon is. A késői paleolitikumból jóval kevesebb lelet származik. Az egyetlen értékelhető leletegyüttes a Grotta dei Pipistrelliből származik, de pontos rétegtani kormeghatározás miatt kérdéses, hogy egyáltalán a gravetti kultúrához tartoznak-e. Ugyancsak Matera környékén bukkantak rá a romanelli kultúrát jelző vésett kövekre is. Középső kőkorszaki leletekre a Filiano melletti Tuppo dei Sassiban találtak. Ezek erős tardenoisi hatásokat mutatnak. Az újkőkorszak elején (i. e. 5 évezred) alakultak ki az első tulajdonképpeni települések a basilicatai folyók partjain. Ilyen, általában kör alakú, védőárkokkal körülvett települések nyomaira bukkantak többek közt Tolve, Tricarico és Latronico területén. A vésett és festett kerámiakultúrák ekkor érték el virágkkorukat. A régióra jellemző az úgynevezett Serra d’Alto kultúra, amelynek központja az azonos nevű neolitikumi falu volt, amely a mai Materától északra feküdt. A késő neolitikumban alakultak ki az első mezőgazdaságilag megművelt területek a tengerparti síkvidékek mentén, illetve a folyók völgyeiben.

### Ókori törzsek
A kőrézkorban jelentek meg az első fémeszközök, amelyek az égei-tengeri és anatóliai civilizációk jegyeit viselik magukon. Ebben az időszakban vált a régió különböző civilizációk és kultúrák találkozásának és összecsapásának helyszínévé. A bronzkor emlékei elsősorban a Jón-tenger partján kerültek elő és arról tanúskodnak, hogy a vidék már kapcsolatban állt a minószi és mükénéi kultúrával. A néphagyományok szerint a trójai háború vesztesei ide, erre a vidékre menekültek és új városokat alapítottak. Ugyancsak ekkor jelent meg a vidékre jellemző vándorlegeltetés is. A temetkezési szokások vizsgálata alapján a bronzkorban két jól elkülöníthető kultúra határozta meg a régiót: Aliano és Chiaromonte környékén kiegyenesítve fektették a halottakat, míg a régió délkeleti részén, Pisticci környékén összegömbölyítve. A bronzkor végéről Itália északi részeire jellemző leleteket is találtak.
A vaskorban, i. e. 1300-1200-ban új törzsek jelentek meg. Anatóliából érkeztek és az Ofanto déli részén telepedtek meg, a Bradano és a Basento között. Ekkor kezdődött meg a szó szoros értelmében vett települések kialakulása. A kézművesekből, pásztorokból és mezőgazdászokból álló közösség tagjai felosztották egymás között a földet és kvázi szabadon éltek törzsi szervezetben, háborús időkben pedig a baszileiosz vezetése alatt gyülekeztek.
Az enotrik a vaskor idején (i. e. 11. század) érkeztek területükre Görögországból, az Otrantói-szoroson keresztül a velük egy népcsoportba tartozó más népekkel. Az enotri szót a görög οἶνος (oinosz) kifejezésre lehet visszavezetni, amely bort jelent, mivel az enotrik egy szőlősökben gazdag területen éltek. Területüket, Enotria a „szőlő földjének” nevezték Dél-Olaszországban. Az enotrik a Tirrén-tenger partját lakták a mai Paestumtól egészen Calabriáig.

### Magna Graecia
Az első görög gyarmatosítók az i. e. 8 században érkeztek a Jón-tenger partjára és megalapították első városaikat. A iónok i. e. 744-ben megalapították Rhégiont (ma Reggio Calabria), az akhájok i. e. 710-ben Szübariszt és i. e. 708-ban Krótont (ma Crotone) és i. e. 700 körül Sziriszt (a mai Nova Siri területén). I. e. 650 körül alapították meg a legészakibb akháj gyarmatvárost Metapontiont ellensúlyozva a spártaiak terjeszkedését Tarasz (ma Taranto) irányából. Válaszul a tarasziak i. e. 433-ban megalapították Metapontion közelében saját városukat Hérakleiát (a mai Policoro mellett). A gazdag Szübariszt. e. 530 körül Króton és Metapontion egyesített hadai teljesen elpusztították. Ez jelentette a görög gyarmatok közötti versengés tetőfokát és a háború két korabeli politikai és államigazgatási irányvonal összecsapását is jelentette: Szübarisz demokráciája állt szemben a püthagoreusok által uralt krótoni arisztokratikus államvezetéssel. Szübarisz pusztulása után azonban felerősödtek a demokratikus irányvonalakat követő csoportosulások, aminek következtében Püthagoraszt és követőit Metapontionba száműzték. Szübariszt i. e. 446-ban Periklész hadai pusztították el és helyén az athéniek megalapították saját városukat, Thurioit (a mai Corigliano Calabro mellett). I. e. 432-ben, egy több éves háborút követően Tarasz békeszerződést kötött Thurioival és Szirisz területén közösen új várost alapítottak Hérakleia néven. Az új város azonban hamarosan Tarasz kizárólagos fennhatósága alá került.
Az i. e. 5 században észak felől a lucanusok, oszk eredetű népcsoport érkezett a vidékre, kiszorítva az enotrikat. I. e. 389-ben I. Dionüsziosz szürakúzai türannisz a lucanusok segítségét kérte Magna Graecia városainak, különösen ellenlábasa Thurioi legyőzésére. A hosszas háborúskodás azonban elégedetlenséget szült a soraikban és a lucanusok egy része fellázadt és különvált. Ők lettek a bruttiusok, azaz elpártolók, akik a mai Calabriában, elsősorban a mai Cosenza környékén telepedtek le. Mivel délnyugati irányban, a bruttiusok miatt nem tudtak tovább terjeszkedni, a lucanusok a Jón-tenger keleti partjai felé, elsősorban Tarasz felé vonultak. I. e. 343-ban Spárta Tarasz segítségére sietett a lucanusok támadása kivédésére. A spártai király, III. Arkhidamosz, személyesen vezette a flottáját és hadseregét a lucanusok ellen, azonban i. e. 338-ban Mandonionnál legyőzték és életét vesztette. I. e. 333-ban Tarasz ismét szembekerült itáliai szomszédaival, ekkor Molosszosz épeiroszi király segítségét kérték. Zsoldoshadserege i. e. 331-ben azonban szintén vereséget szenvedett. Tarasznak végül i. e. 320-ban sikerült békét kötnie a lucanusokkal. I. e. 304-ben a lucanusok a bruttiusokkal szövetkezve ismét megtámadták a várost. Tarasz segítségére ezúttal Agathoklész, szürakúzai zsarnok sietett. I. e. 303-302 között Kleonümosz athéni stratéga segítette a várost a lucanusok elleni háborúban.
Az i. e. 4. század elején a politikai helyzet megváltozott, azáltal, hogy a dél-itáliai törzsek erős szövetségesre találtak, az agresszíven terjeszkedő Rómára.
Tarasz az egyetlen olyan hatalom volt, amely eredményesen szembe tudott szállni Róma hódító törekvéseivel. A szamniszok leverése után, i. e. 290-ben a rómaiak számos gyarmatot alapítottak Apulia és Lucania területén. Az egyes városállamok (mint Rhégion, Króton és Epizephürioi Lokroi) többször is szövetkeztek Rómával, a szomszédaikkal folytatott háborúikban. I. e 282-ben egy lucaniai hadjárat során Thurioi városa, amely Tarasz fennhatósága alatt állt, Rómától kapott katonai segítséget; ezt Tarasz a saját belügyeibe való beavatkozásként értékelte. A háború elkerülhetetlenné vált, a tarasziak Pürrhosz epiruszi királyhoz fordultak segítségért. Noha a pürrhoszi háborúk során jelentős sikereket értek el Rómával szemben, i. e. 272-ben a város elesett, így a Római Birodalom fokozatosan kiterjeszthette hatalmát az egész Magna Graeciára.

### A Római Birodalom részeként
A szamniszok leverése után i. e. 292-ben a római seregek döntő vereséget mértek egykori szövetségeseikre a lucanusokra, elfoglalva legjelentősebb központjukat, Venusiát, megerősítve jelenlétüket Dél-Itáliában. A lucanusok ellenállása Tarasz behódolásával egyidőben megszűnt. Ez megnyitotta az utat a gyors latinizáció előtt. I. e. 268-ban a Via Appia már elérte Venusiát. Az i. e. 216-ban lezajlott cannaei ütközet nyertesei, a Hannibal vezette karthágóiak nem indultak Róma felé, hanem Dél-Itáliában maradtak. Cannae után számos dél-itáliai római szövetséges pártolt át Hannibalhoz, így Metapontum és Heraclea is. A csaták színtere hamarosan áthelyeződött Calabriába. A rómaiak Publius Cornelius Scipio vezérletével Zamánál i. e. 202-ben visszavágtak és döntő csapást mértek a karthágói seregre, így Dél-Itália visszakerült a rómaiak kezébe. Hannibal támogatását a rómaiak kegyetlenül megtorolták. A tengerparti városoknak, Metapontumnak, Heracleának, Sirisnek hadisarcot kellett fizetnie. A lakosság nagy részét elhurcolták rabszolgának. A lakosság pótlására veteránokat telepítettek a vidékre és új coloniákat hívtak életre: Potentiát, Anxiát, Acheruntiát stb. I. e. 185-ben az egyre nagyobb nyomás alatt élő hellén lakosság fellázadt, de ezt a rómaiak vérbe fojtották. I. e. 132-ben megépült a Via Popilia, amely Capuát kötötte össze Rhegiummal átszelve többek közt Lucania nyugati részét. Venusium részt vett az itáliai szövetséges városok lázadásában (i. e. 91-88), de Quintus Caecilius Metellus Pius seregei visszafoglalták. Municipium lett, de ezt a rangját i. e. 43-ban elveszítette, amikor veteránokat telepítettek be. I. e. 73-ban a Jón-tenger partján Marcus Licinius Crassus legyőzte és megölte Spartacust, a déli Itáliában fellázadt rabszolgák vezérét. I. e. 65-ben Venusiában megszületett Horatius, akinek apja felszabadított rabszolga. I. e. 9-ben, amikor Augustus császár újra felosztotta a birodalmat, Lucania keleti része a Regio II Apulia et Calabria része lett, míg nagyobb, nyugati részét a Regio III Lucania et Bruttii-hoz sorolták. A vidék aranykora az i. sz. 2 évszázadban érkezett el. Ekkor épültek meg az amfiteátrumok Grumentumban és Venusiumban, a Muro Lucanó-i híd stb.

### Bizánciak, gótok, longobárdok, szaracénok
A Nyugatrómai Birodalom bukása után Lucania a Bizánci Birodalom fennhatósága alá került.

## Közigazgatása

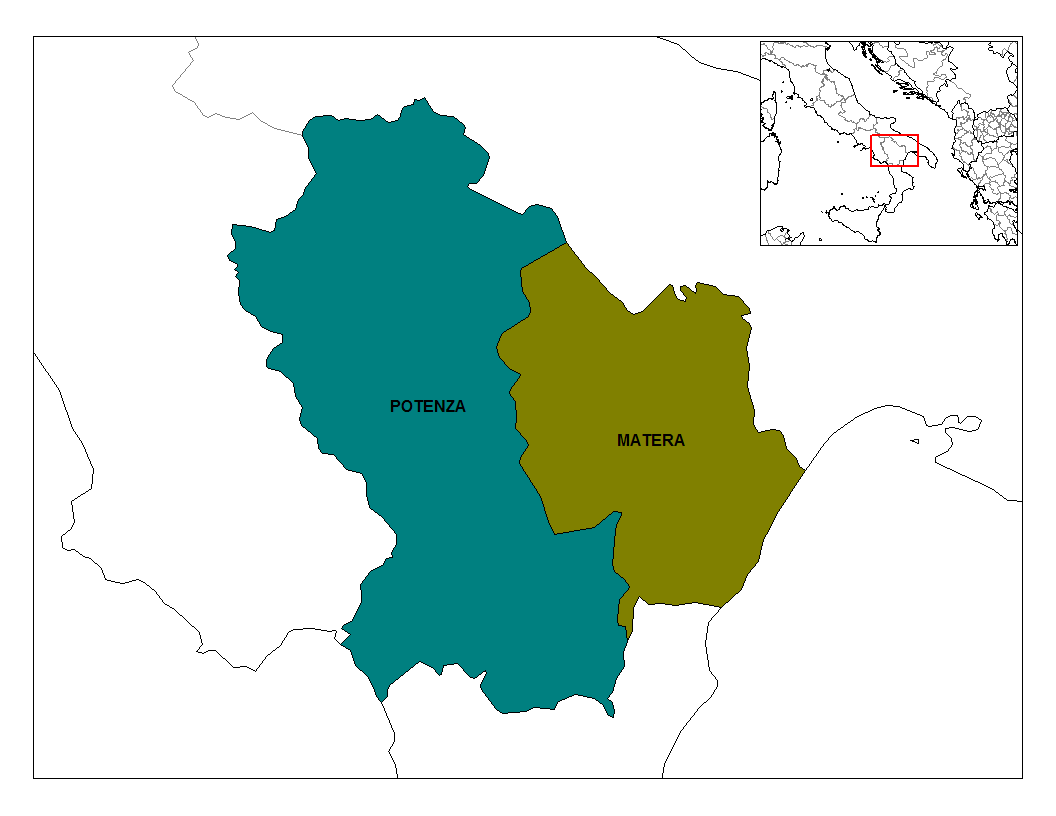
Basilicata megyéi

Basilicata területe két megyére (provincia) van osztva:
| Megye                          | Székhely |
| ------------------------------ | -------- |
| Matera (Provincia di Matera)   | Matera   |
| Potenza (Provincia di Potenza) | Potenza  |

## Népessége
Basilicata lakossága 586 853, ezzel a tizennyolcadik helyet foglalja el az olaszországi régiók sorában. A népsűrűség átlagosan 58,73 lakos/km², ami lényegesen alacsonyabb az olaszországi átlagnál (199,5 fő/km²). Megyékre bontva, a lakosság száma a következőképpen alakul:
| Megye   | Községek száma | Lakosság (2010. december 31.) | Terület (km²) | Népsűrűség (fő/km²) |
| ------- | -------------- | ----------------------------- | ------------- | ------------------- |
| Matera  | 31             | 203 726                       | 3446,12       | 328                 |
| Potenza | 131            | 383 791                       | 6548,49       | 59,1                |

2009. december 31-én 9595 bevándorlót tartottak számon, ezek közül a legtöbben az alábbi országokból érkeztek:
| - Románia: 2768 fő - Albánia: 1494 fő - Marokkó: 1104 fő | - Ukrajna: 694 fő - Kína: 628 fő - Lengyelország: 454 fő | - Tunézia: 320 fő - Bulgária: 313 fő - India: 231 fő |

A régió legnépesebb települései: (10 000 lakos felett; kiemelve a megyeközpontok):
| Község   | Megye   | Népesség (fő) | Terület (km²) | Község         | Megye   | Népesség (fő) | Terület (km²) |
| Potenza  | Potenza | 68 297        | 173,97        | Lauria         | Potenza | 13 392        | 175,66        |
| Matera   | Matera  | 60 818        | 388,14        | Bernalda       | Matera  | 12 258        | 126,72        |
| Pisticci | Matera  | 17 927        | 231,39        | Venosa         | Potenza | 12 231        | 169,34        |
| Melfi    | Potenza | 17 554        | 205,15        | Avigliano      | Potenza | 11 948        | 84,93         |
| Policoro | Matera  | 16 407        | 67,31         | Montescaglioso | Matera  | 10 107        | 173,26        |
| Lavello  | Potenza | 13 945        | 132,92        |                |         |               |               |

### Nyelvjárások
A lucaniai dialektus (saját elnevezése lucàne, olaszul lucano) főként a régióban körülbelül 800 ezer ember által használt újlatin (délolasz) nyelvjáráscsoport, pontosabban az italodalmát nyelvek közé tartozik. Közelebbi rokonságban a nápolyi nyelvjárásokkal áll. A 15–16. században betelepedett albán bevándorlók által lakott településeken az albán nyelv helyi változatát, az arberest beszélik.

## Fő látnivalói
- természeti látnivalók:
  - Pollino Nemzeti Park

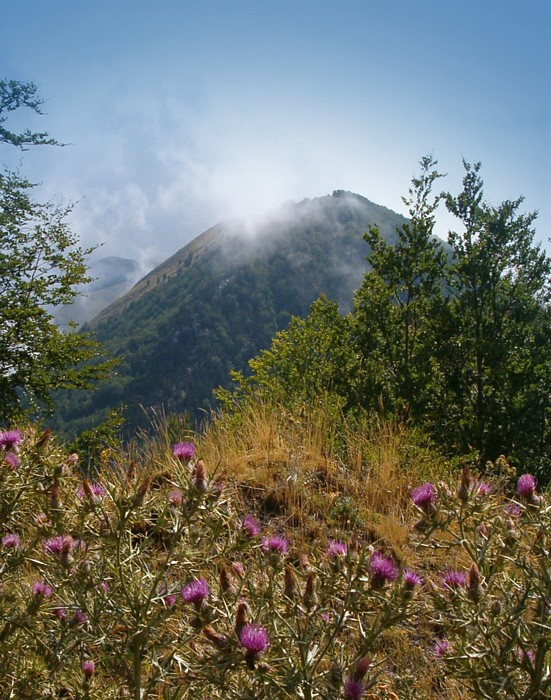
Pollino

  - Val d'Agri és Lagonegrese Nemzeti Park
  - Monte Vulture
- Világörökség részét képező látnivalók:
  - Sassi di Matera
- kulturális helyszínek:
  - Metapontum görög város romjai
  - Heraclea görög város romjai
  - Siris görög város romjai
  - Venusia római város romjai
  - Grumentum római város romjai
  - Tricarico katedrálisa
  - Melfi vára
  - Craco óvárosa
  - Anglonai szentély Tursiban

## Gazdasága
Basilicata fő mezőgazdasági területei a Metapontumi-síkság (gabonafélék) illetve a Matera-környéki folyóvölgyek (gyümölcs- és zöldségfélék). A hegyvidéki területeken elsősorban állattenyésztéssel foglalkoznak (juh, kecske stb.). A halászat néhány tengerparti településen jelentős.
A régió gazdag ásványkincsekben: a Basento völgyében jelentős metángáztelepeket találtak, míg az Agri völgyében kőolajat.
Az ipar fő ágazatai az élelmiszeripar és textilipar. Potenzában egy vegyiüzem működik, Melfiben a Fiat üzemeltet egy gépkocsi-összeszerelő gyárat.
A turizmus számára vonzerőt jelentenek a tengerparti görög városok romjai: Metapontum, Siris, valamint a római időkből származó Venusia és Grumentum romjai. A legszebb középkori települések Melfi és Tricarico. Matera fő vonzerejét a világörökség részét képező Sassik képezik.

## Közlekedése
A régió infrastruktúrája gyengén fejlett.

### Autóutak
Legfontosabb autóutak az S.S. Basentana (Potenza-Bernalda között) és az S.S. Jonica (Bernalda-Nova Siri között). Az A3-as autópálya Lagonegro és Lauria között érinti területét.

### Vasút
Délen a Jón-tenger partján halad a Tarantót Catanzaróval összekötő vasútvonal, a Tirrén-tenger partján pedig a Salerno-Paola vonal. A régiót átszeli a Salerno-Potenza-Bernalda vonal is.

### Légi közlekedés
Egyetlen repülőtere van, a Pisticci mellett fekvő Basilicata repülőtér.

## Híres lukániaiak
| - Carlo Alianello - Emilio Colombo - Francesco Colonnese - Francis Ford Coppola - Carmine Coppola - Carmine Crocco - Luigi De Canio - Carmen Di Pietro - Giovanni Battista D'Onofrio - Leonardo De Lorenzo - Egidio Romualdo Duni - Pasquale Festa Campanile - Giustino Fortunato - Prosperino Gallipoli - Carlo Gesualdo - Emanuele Gianturco - Michele Giordano - Buonsanti Nicola Lanzillotti - Carmen Lasorella - Domenico Lentini - Francesco Lerra - Francesco Lomonaco - Antonio Lotierzo - Giuseppe Mango | - Tommaso Morlino - Isabella Morra - Ninco Nanco - Francesco Saverio Nitti - Ocellus Lucanus - Quinto Orazio Flacco - Mario Pagano - Rocco Papaleo - Giovanni Passannante - Ulderico Pesce - Albino Pierro - Pasquale Plastino - Giacomo Racioppi - Domenico Ridola - Ruggero di Lauria - Decio Scardaccione - Rocco Scotellaro - Franco Selvaggi - Libius Severus - Leonardo Sinisgalli - Pasquale Vena - Mariele Ventre - Lina Wertmüller - Michele Zarrillo |

## Galéria

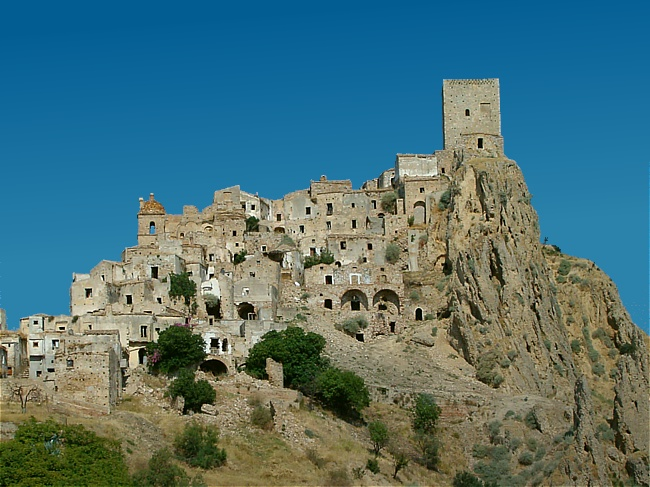
Craco
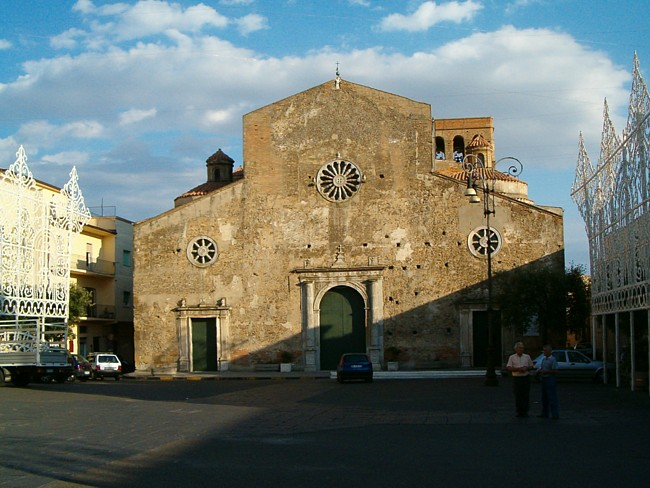
Ferrandina
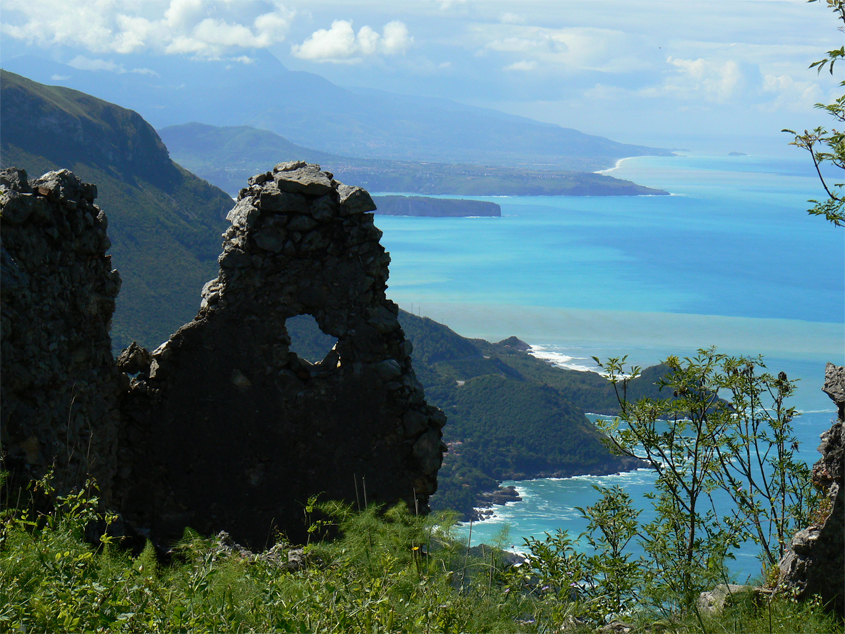
Maratea
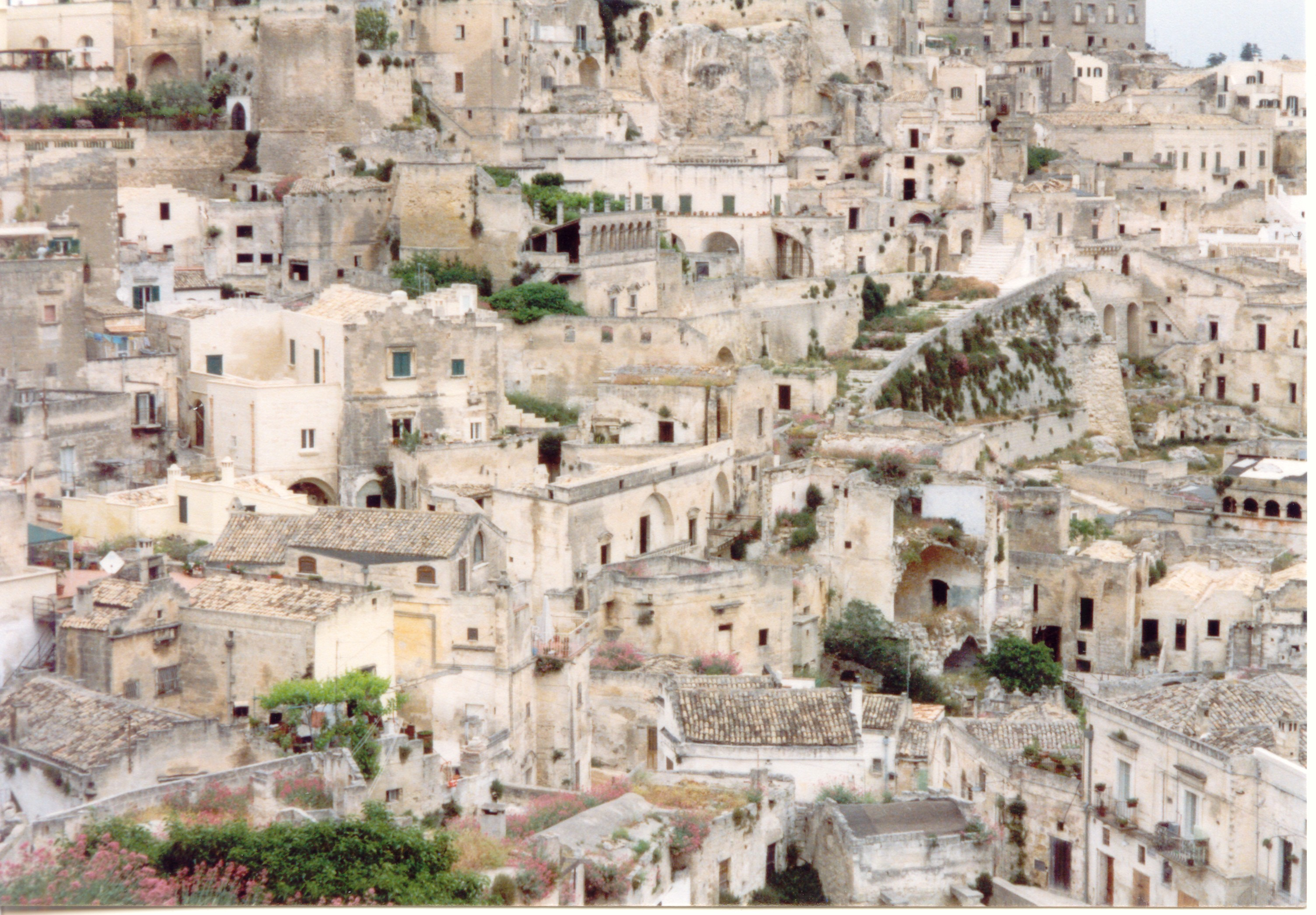
Matera
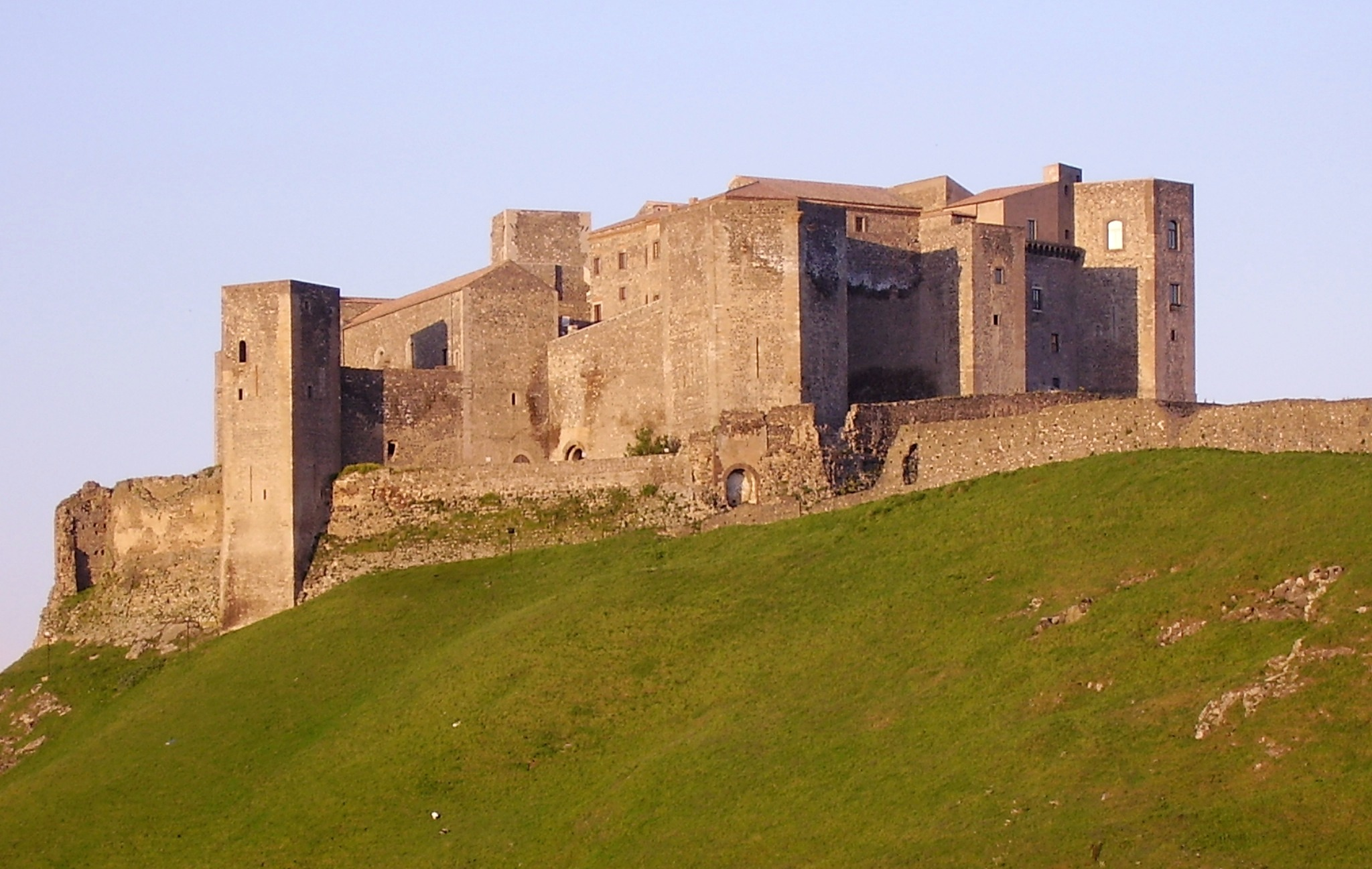
Melfi
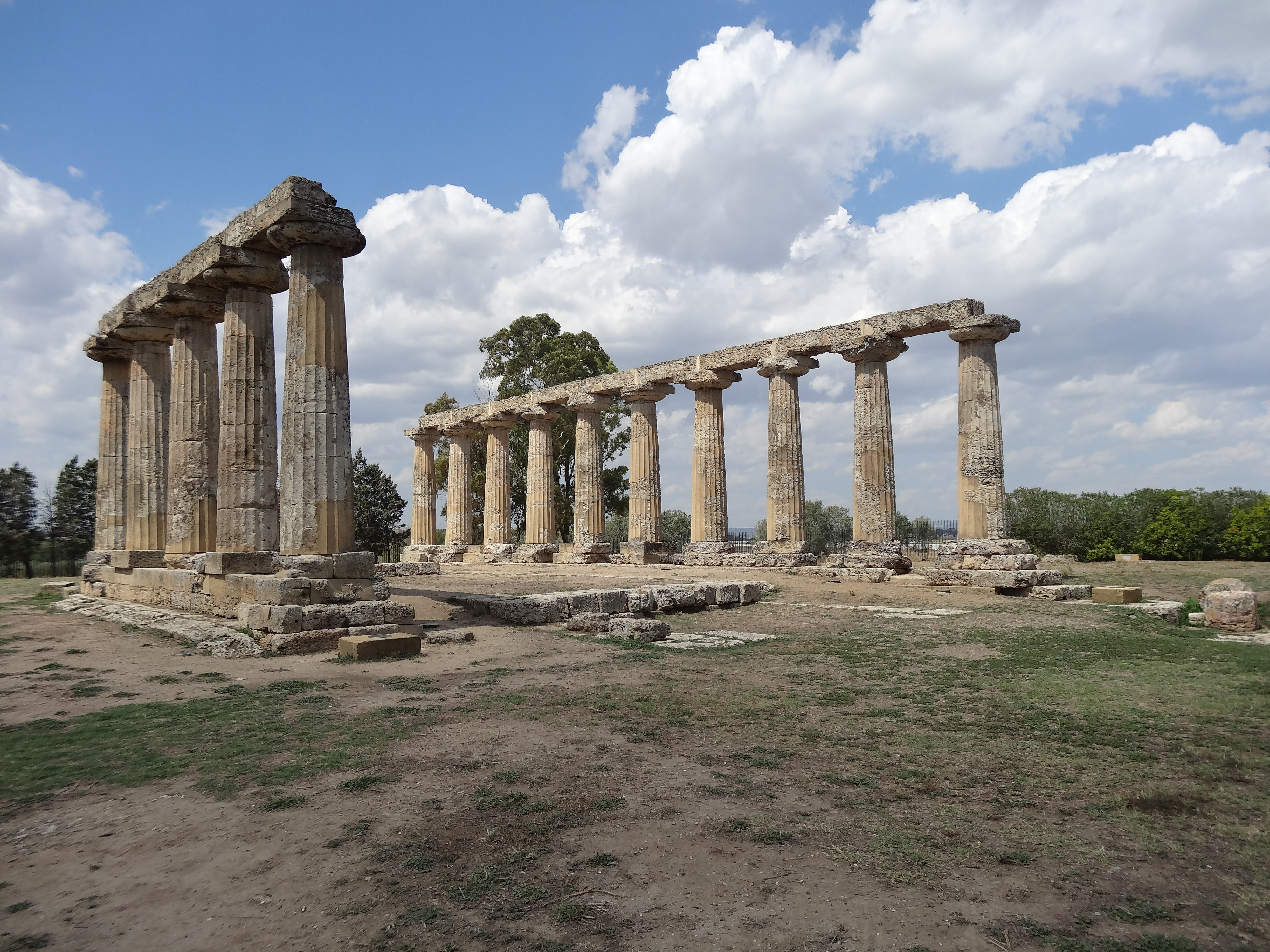
Metapontum
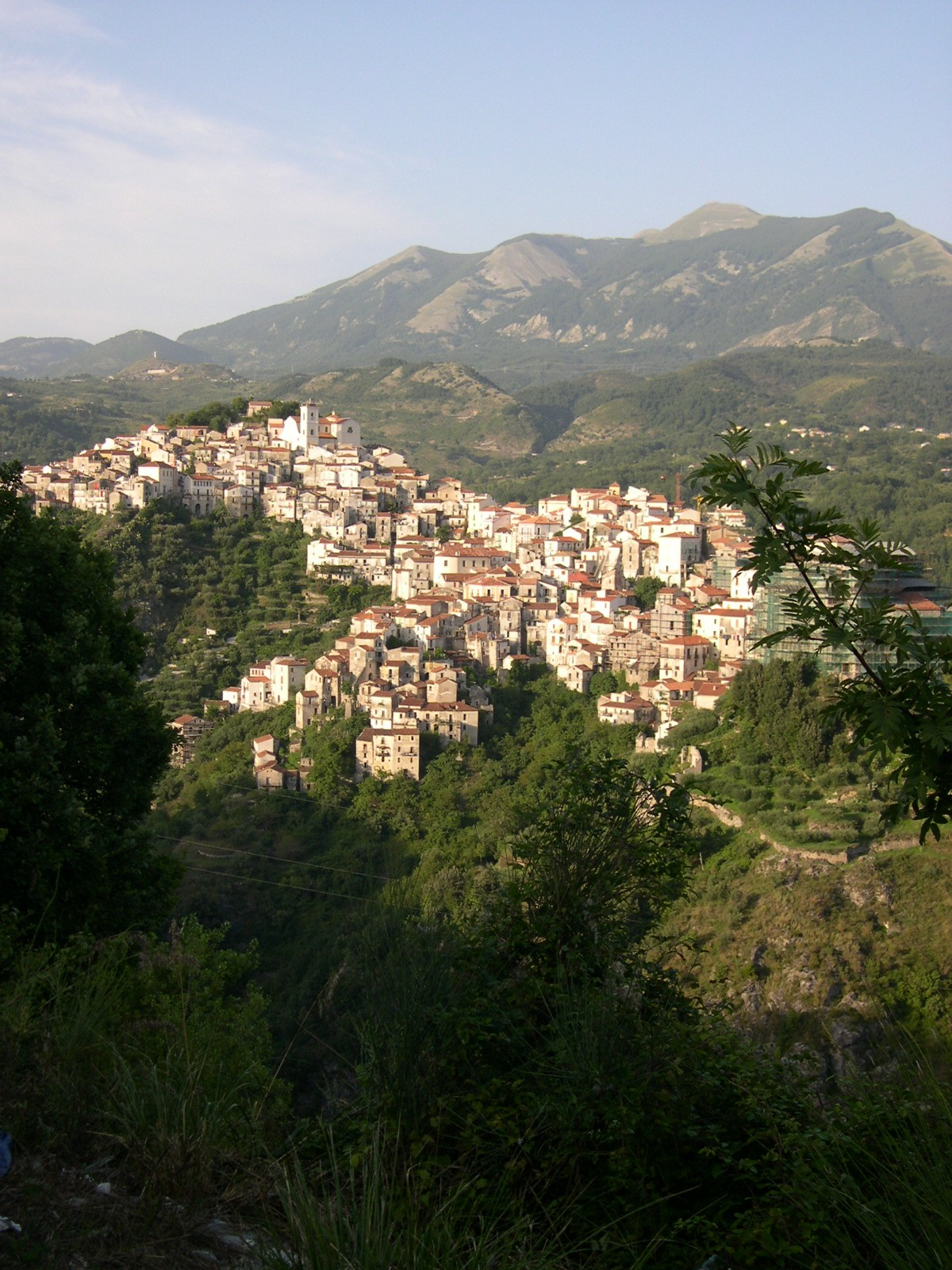
Rivello
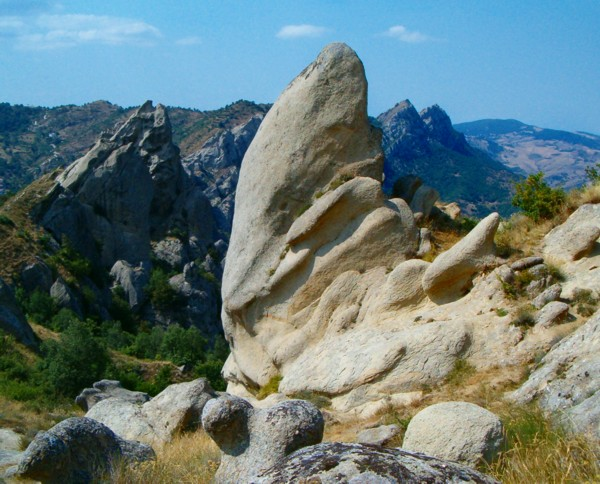
Lukániai-Appenninek